# Рябево
Рябево — деревня в Кичменгско-Городецком районе Вологодской области.
Входит в состав Городецкого сельского поселения (с 1 января 2006 года по 1 апреля 2013 года входила в Шонгское сельское поселение), с точки зрения административно-территориального деления — в Шонгский сельсовет.
Расстояние до районного центра Кичменгского Городка по автодороге составляет 12 км. Ближайшие населённые пункты — Слуда, Онохово, Барболино.
Население по данным переписи 2002 года — 22 человека (10 мужчин, 12 женщин). Всё население — русские.